# بين رودريك
بين رودريك (بالإنجليزية: Ben Roderick)‏ هو لاعب كرة قدم أمريكية أمريكي، ولد في 11 مايو 1899 في نافار في الولايات المتحدة، وتوفي في 30 نوفمبر 1974 في كانتون في الولايات المتحدة.

## وصلات خارجية
- بين رودريك على موقع مرجع كرة القدم المحترفة.كوم (الإنجليزية)